# Sidney Wood
Sidney Burr Wood Jr. (ur. 1 listopada 1911 w Black Rock, zm. 10 stycznia 2009 w Palm Beach) – amerykański tenisista, zwycięzca Wimbledonu w grze pojedynczej, reprezentant w Pucharze Davisa.
Wood był wynalazcą nawierzchni tenisowej Supreme Court, powszechnie stosowanej w imprezach halowych.

## Kariera tenisowa
W turnieju wimbledońskim praworęczny Amerykanin debiutował jako 15-latek w 1927 roku. Największy sukces w karierze odniósł w 1931 roku, wygrywając grę pojedynczą na Wimbledonie. Do meczu finałowego nie doszło, ponieważ jego przeciwnik – Frank Shields – skręcił nogę w czasie meczu mikstowego i został wycofany z finału singla. Był to zarazem jedyny walkower w finale Wimbledonu w historii.
W 1935 roku Wood awansował do finału na mistrzostwach USA (obecnie US Open), gdzie poniósł porażkę z Wilmerem Allisonem. Wood był również finalistą tego turnieju w grze podwójnej w 1942 roku, występując w parze z Tedem Schroederem. W decydującym meczu lepsi okazali się Gardnar Mulloy i Bill Talbert.
W 1932 roku Wood osiągnął finał gry mieszanej podczas French Championships (obecnie French Open) wspólnie z Helen Wills Moody. Pokonali ich Betty Nuthall i Fred Perry.
W latach 1930–1945 Wood klasyfikowany był w czołowej dziesiątce rankingu amerykańskiego (w 1934 był wiceliderem), pięć razy także był w czołowej dziesiątce rankingu światowego The Daily Telegraph (1931 jako 6. tenisista, 1938 jako 5. zawodnik).
W 1931 i 1934 roku był w składzie reprezentacji USA w Pucharze Davisa (bilans występów 5 zwycięstw i 6 porażek w singlu, 3 zwycięstwa w deblu). W 1934 roku brał udział w meczu przeciwko Australii, gdzie Amerykanom udało się odrobić stratę 0:2 po pierwszym dniu. Wood uległ Vivowi McGrathowi, a pokonał Jacka Crawforda. W meczu finałowym Pucharu Davisa przeciwko broniącym trofeum Brytyjczykom Wood przegrał z Bunnym Austinem i Fredem Perrym.
W 1964 roku został wpisany do Międzynarodowej Tenisowej Galerii Sławy.

### Finały w turniejach wielkoszlemowych

#### Gra pojedyncza (1–1)
| Końcowy wynik | Nr | Data | Turniej                                | Nawierzchnia | Przeciwnik     | Wynik finału  |
| ------------- | -- | ---- | -------------------------------------- | ------------ | -------------- | ------------- |
| Zwycięzca     | 1. | 1931 | Wimbledon, Londyn                      | Trawiasta    | Frank Shields  | walkower      |
| Finalista     | 1. | 1935 | U.S. National Championships, Nowy Jork | Trawiasta    | Wilmer Allison | 2:6, 2:6, 3:6 |

#### Gra podwójna (0–1)
| Końcowy wynik | Nr | Data | Turniej                                | Nawierzchnia | Partner       | Przeciwnicy                 | Wynik finału  |
| ------------- | -- | ---- | -------------------------------------- | ------------ | ------------- | --------------------------- | ------------- |
| Finalista     | 1. | 1942 | U.S. National Championships, Nowy Jork | Trawiasta    | Ted Schroeder | Gardnar Mulloy Bill Talbert | 7:9, 5:7, 1:6 |

#### Gra mieszana (0–1)
| Końcowy wynik | Nr | Data | Turniej                     | Nawierzchnia | Partnerka         | Przeciwnicy              | Wynik finału |
| ------------- | -- | ---- | --------------------------- | ------------ | ----------------- | ------------------------ | ------------ |
| Finalista     | 1. | 1932 | French Championships, Paryż | Ceglana      | Helen Wills Moody | Betty Nuthall Fred Perry | 4:6, 2:6     |